# Thomas Ball Barratt
Thomas Ball Barratt (22 juillet 1862 - 29 janvier 1940) est un pasteur norvégien d'origine britannique et le premier évangéliste du pentecôtisme en Europe.

## Biographie
Thomas Barratt est né dans le hameau d'Albaston (en), à l'est de la Cornouailles britannique, mais ses parents ont émigré en Norvège lorsqu'il avait quatre ans, son père, ingénieur des mines ayant été recruté par une société norvégienne. Parfaitement bilingue anglais-norvégien, il commence à prêcher à 17 ans, et devient pasteur de plusieurs églises de l'Église épiscopale méthodiste de Norvège. En 1905, en tant que chef de la mission méthodiste de la ville d'Oslo, Barratt se rend aux États-Unis dans le but de collecter des fonds pour construire de nouveaux locaux à Oslo. Là, alors qu'il se trouve à New York le 7 octobre 1906, il entend parler du Réveil d'Azusa Street  à Los Angeles, et il a une expérience religieuse. Il est baptisé dans le Saint-Esprit, parle et chante en langues.
Il rentre en Norvège en décembre 1906 sans fonds ni soutien de l'église. Néanmoins, à partir de 1907, il tient des réunions de réveil à Oslo dans sa nouvelle communauté, baptisée "Filadelfia". Celle-ci attire l'attention internationale, et il devient l'un des principaux promoteurs du mouvement pentecôtiste en Europe. Lewi Pethrus de Suède, Alexander Boddy d'Angleterre et Jonathan Paul d'Allemagne se rendent à Oslo, et en repartent convaincus de l'inspiration divine du mouvement. Ils deviennent des leaders du mouvement pentecôtiste dans leurs pays respectifs.
Début 1907, Alexander Boddy convainct Barratt de venir prêcher à Sunderland. Barratt quitte la Norvège fin août 1907 et arrive à Newcastle en septembre. Sa prédication a marqué le début des réunions pentecôtistes à l'église All Saints à Monkwearmouth, Sunderland, sous la conduite de Boddy. Le 13 septembre, Barratt écrivait que « les yeux des millions de religieux de Grande-Bretagne sont maintenant fixés sur Sunderland ». Néanmoins, cela n'est pas reflété dans les écrits de l'église établie. Barratt rentre en Norvège le 18 octobre.
Barratt continue de voyager à l'étranger, visitant la Suède, la Finlande, la Pologne, l'Estonie, l'Islande et le Danemark.
L'Église épiscopale méthodiste a renvoyé Barratt en 1909, après quoi il se rend à nouveau au Royaume-Uni, prêchant au Sion College, à Londres, puis retournant à Sunderland pour ce qui était devenu une célébration annuelle de la Pentecôte connue sous le nom de Convention de la Pentecôte. Il va ensuite à Bournemouth auprès de l'écrivain Stanley Frodsham, autre pionnier du pentecôtisme. Il émigre ultérieurement en Amérique, d'où il poursuit ses voyages missionnaires, notamment en direction de la Palestine et l'Inde.
Thomas Barratt est élu président de la Grande Conférence européenne de la Pentecôte à Stockholm en 1939, à l'unanimité.
Barratt décède le 29 janvier 1940 à Oslo. 20 000 personnes auraient rendu hommage au passage du convoi funéraire,.

## Famille
Barratt a épousé la norvégienne Laura Jakobsen le 10 mai 1887. Ils ont eu huit enfants, mais seuls quatre d'entre eux ont atteint l'âge adulte. Sa fille Mary Barratt Due est devenue pianiste. Avec son mari Henrik Adam Due, elle fonde le Barratt Due musikkinstitutt en 1927. Les musiciens Cecilie Barratt Due et Stephan Barratt-Due sont les arrière-petits-enfants de Thomas Barratt.

## Postérité
Bien que la principale préoccupation de Thomas Barratt ait été la prédication et la conversion, il s'est également beaucoup engagé dans le travail diaconal et la lutte contre l'alcoolisme. Il était un leader compétent et était considéré comme un précurseur du mouvement pentecôtiste européen. Sa devise était: Fram til urkristendommen (aller jusqu'au christianisme primitif). S'intéressant à l'art, au chant et à la musique, il a traduit de nombreux chants en norvégien. Prédicateur recherché, il a publié plusieurs livres et de nombreux articles théologiques dans des revues chrétiennes.